# Gibraltarski naravni rezervat
Gibraltarski naravni rezervat (prej Naravni rezervat Upper Rock) je zavarovan naravni rezervat na britanskem čezmorskem ozemlju Gibraltar, ki pokriva več kot 40 % kopnega ozemlja. Ustanovljen je bil kot naravni rezervat Upper Rock leta 1993 v okviru Svetovne zveze za ohranjanje narave v kategoriji Ia (strogi naravni rezervat) in je bil nazadnje razširjen leta 2013. Znan je po poldivji populaciji berberskih makakov (Macaca sylvanus) in je pomemben počivališče za ptice selivke.

## Lokacija
Prvotno imenovan Naravni rezervat Upper Rock, je bil omejen na zgornji del Gibraltarske skale, dolgega in ozkega apnenčastega polotoka, ki se dviga do višine 426 metrov nad morsko gladino. Skala je del Betiške Kordiljere, ki je nastala pred približno 200 milijoni let. Z grebena skale je dramatičen pogled na območje, vključno s Španijo čez Gibraltarski zaliv in Jebel Musa v Maroku čez Gibraltarski preliv. To je območje znatne naravne lepote in ena glavnih turističnih znamenitosti Gibraltarja.
Do območja naravnega rezervata se lahko pride po cesti ali z gibraltarsko vzpenjačo, poleg gibraltarskih botaničnih vrtov.

## Imenovanje
Rezervat je bil ustanovljen leta 1993 za zaščito območja, ki ga je ministrstvo za obrambo Združenega kraljestva ukinilo za vojaško uporabo. Njegov namen je ohraniti prosto živeče živali ter naravne in zgodovinske znamenitosti, hkrati pa omogočiti dostop javnosti. Flora in favna naravnega rezervata sta zaščiteni z zakonom Gibraltarja.
Naravni rezervat je bil nazadnje razširjen leta 2013, ko se je preimenoval v Gibraltarski naravni rezervat, da bi odražal njegov širši obseg zunaj Skale. Zaščiteno območje zdaj zajema Veliko gibraltarsko peščeno sipino, hrib Windmill Hill in evropsko obalo.

## Podnebje
Gibraltar ima tipično sredozemsko podnebje, ki ga blaži morje, ki skoraj obdaja polotok. Poletja so topla in suha, zime pa hladne in mokre. Temperature se gibljejo od 13,4 do 24,2 °C. Letna količina padavin je približno 768 milimetrov. Levantovi oblaki zagotavljajo kondenzacijo, ki ohranja vegetacijo zeleno tudi v sušnem obdobju. Ti oblaki nastanejo, ko gibraltarske pečine dvignejo vzhodne vetrove, obremenjene z vlago in pogosto tvorijo kapo nad Skalo.

## Turistične znamenitosti, vključno z jamo sv. Mihaela
Naravni rezervat vsebuje veliko pomembnih naravoslovnih znamenitosti Gibraltarja, vključno z jamami, kot je jama sv. Mihaela, s številnimi stalagmiti in stalaktiti. Jamo svetega Mihaela je prvič omenil Pomponij Mela leta 45 našega štetja, od takrat pa jo omenjajo številni viri. Postala je pomembna turistična atrakcija. Koncerti potekajo v njeni glavni dvorani. V Forbesovem kamnolomu so leta 1848 odkrili neandertalca. Lobanja Gibraltar 1 je bila ena prvih, ki so jo našli. Lobanje neandertalcev so bile najdene tudi v jami Hudičev stolp na severni strani. Možno je, da so gibraltarske jame postale dom nekaterim od zadnjih neandertalcev, preden so izumrli pred 30.000 leti.
Gibraltar Heritage Trust skrbi za ohranjanje zgodovinskih krajev in njihov razvoj kot turistične atrakcije. Med njimi so O'Hara's Battery, 100 Ton Gun at Napier of Magdala Battery, Heritage Centre at Princess Caroline's Battery in Parson's Lodge Battery. Druga vojaška mesta, ki so odprta za javnost, so Mavrski grad, Baterija Devil's Gap, Baterija princese Anne, predori iz druge svetovne vojne, Veliki oblegovalni predori in zid Karla V.

## Druge jame
Pot po Mediteranskih stopnicah znotraj naravnega rezervata vodi do jame Dvojčice Kozje dlake in nato do Pajkove jame. Pajkova jama je majhna jama, ustvarjena zaradi vode, ki teče po razpoki pod baterijo lorda Aireyja; to jamo so med drugo svetovno vojno razširili za vojaške namene. Pajkova jama je naseljena z pajkom Macrothele calpeiana in je v 1960-ih gostila kolonijo okoli 100 dolgokrilih netopirjev, leta 2005 pa ni bilo nobenega znaka netopirjev.
Na južnem koncu Gibraltarskega naravnega rezervata je vrsta jam: jama Levant, George's Bottom Cave in Gibbon's Cave. Prvi dve jami sta blizu skupaj, spremlja pa jo Tinina razpoka. Jama Levant je bila odkrita med vojaškim izkopavanjem predorov in ima podobne formacije kot Jama svetega Mihaela. Gibonova jama je bila večinoma uničena zaradi predorov. George's Bottom Cave je bila odkrita leta 1965, poimenovana po Georgeu Palau, in imela je balvan, ki je blokiral vhod v jamo, in so ga premaknili stran s stroji. Prehod George's Bottom Cave je tesen, zato se je na nekaterih točkah treba plaziti, vključno z vhodom. Plazenja prav nič ne olajšajo jamske korale, ki skupaj z zavesami, stebri, slamicami in heliktiti ustvarjajo najrazličnejše formacije. George's Bottom Cave ima šest padajočih nivojev in veliko komor.

## Rastlinstvo
V preteklosti je bila Skala poraščena z drevesi. Večino dreves so posekali za gorivo med velikim obleganjem Gibraltarja med letoma 1779 in 1783. Drevesa danes večinoma obrodijo jagode, ki jih jedo ptice, ki so domnevno odvrgle semena na skalo. Najpogostejša je oljkovka Olea europea. Najdemo tudi rožičevca (Ceratonia siliqua) in navadni koprivovec. Ob poteh so zasajena drevesa, med njimi pinija (Pinus pinea) in alepski bor (Pinus halepensis). Oba sta domača v regiji, vendar je alepski bor še posebej pogost v suhih, apnenčastih regijah. V 1990-ih je bila suša, ko je veliko vnesenih dreves umrlo, čeprav se je alepskemu boru godilo bolje kot drugim.
Gibraltar ima več kot šeststo vrst cvetočih rastlin. Makijo ali gosto sredozemsko grmičevje večinoma sestavljajo visoki grmi, med katerimi so divja oljka (Olea oleaster), Mediterranean buckthorn, mastika, Osyris in Pistacia terebinthus, ter manjši grmi, med katerimi so Coronilla valentina, Calicotome spinosa, Cytisus baeticus, divji jasmin, Teucrium fruticans in Teucrium polium. Ponekod v makiji najdemo tudi navadni lovor in pritlikavo palmo Chamaerops. Podrastne rastline so Vinca difformis, bodeča lobodika, laški kačnik (Italian arum) in netrnati akant (Acanthus mollis). V požarnih pasovih v makiji rastejo rastline, kot so narcisa Narcissus papyraceus, Asphodelus aestivus, komarček Ferula tingitana, Gladiolus|wild gladiolus, badelj Galactites tomentosus in slez mallow bindweed.
V rezervatu so manjše površine nizkega grmičevja, med nimi divji rožmarin, trava esparta, beli špargelj, nazobčano sivko, resasta sivka (Lavandula dentata) in Lavandula multifida, prasium, Coronilla valentina in vrednik. 
Številne pečine okoli rezervata skrivajo borovce, pritlikavo palmo, Lobularia maritima , biscutello in Apiaceae. 
Značilne rastline so Silene tomentosa, Iberis gibraltarica, Saxifraga globulifera in Thymus willdenowii. Silene tomentosa je zelo redka vrsta, ki jo najdemo samo na Gibraltarju in je nekaj časa veljala za izumrlo.

## Živalstvo

### Sesalci
Sesalci so navadna lisica, divji kunec (Oryctolagus cuniculus) in netopir Vespertilio myotis. Najbolj znani prebivalci so berberski makaki (Macaca sylvanus), ki imajo v rezervatu svoj dom. Gibraltar ima ponovno naseljeno populacijo berberskih makakov, edine divje vrste primatov v Evropi, slavnih skalnih opic. Makake lahko najdemo v Opičjem brlogu blizu srednje postaje žičnice, na zgornji postaji žičnice in blizu Velikih oblegovalnih predorov. Od leta 2012 je bilo od 200 do 250 makakov, vsi pa so živeli v naravnem rezervatu. Opice je prepovedano hraniti, a teh pravil niso vedno upoštevali. Posledično so nekateri od njih postali agresivni in odvisni od hrane ljudi. Leta 2008 je vlada odredila ustrelitev skupine makakov, ki so se odpravili na mrhovino v mestno središče.

### Plazilci
V naravnem rezervatu je pet vrst kuščarjev, šest kač in dvoživka. Ta zadnji je majhen, podzemeljski plazilec, ki nima nog in oči. Najpogostejši kuščar je Podarcis hispanicus. Pogosta sta tudi večji Psammodromus algirus in večinoma nočni Tarentola mauritanica. Redkejša kuščarja sta Hemidactylus turcicus in Timon lepidus. Kače so Hemorrhois hippocrepis, Malpolon monspessulanus, zahodna smokulja, Macroprotodon cucullatus, belouška in Zamenis scalaris.

### Ptice
Gibraltarska skala na vrhu ožine je izrazit rt, kjer se v obdobjih preleta zbirajo ptice selivke. Vegetacija na Skali, edinstvena v južni Iberiji, zagotavlja začasen dom številnim vrstam ptic selivk, ki se ustavijo, da si odpočijejo in se nahranijo, preden nadaljujejo selitev za prečkanje morja in puščave. Spomladi se vrnejo, da se napolnijo, preden nadaljujejo svoja potovanja v zahodno Evropo, potovanja, ki jih lahko pripeljejo do Grenlandije ali Rusije.
BirdLife International je Skalo označil kot pomembno območje za ptice, ker je ozko grlo selitev ali zaporna točka za približno 250.000 ujed, ki letno prečkajo ožino, in ker podpira razmnoževanje populacij afriških kotorn (Alectoris barbara) in južne postovke.

### Nevretenčarji
V rezervatu je veliko žuželk. Pozno poleti so vpadljive bogomolke in kačji pastirji, ki prečkajo ožino. Opaženih je bilo 33 vrst metuljev, med njimi kleopatra, Charaxes jasius, lastovičarji, Zerynthia rumina in Hipparchia fidia. Molji, ki jih lahko občasno opazimo so Zygaenidae, velerilec, Hyles livornica in črni medvedek. Najpomembnejši pajek je velik, črn in dlakavi Macrothele calpeiana. Opazna je tudi hitra in agresivna stonoga Scolopendra cingulata. Tako pajek kot stonoga imata strupene ugrize, ki pa niso smrtni.

## Galerija
- Severni vrh Gibraltarske skale
- Berberski makak
- Pogled na afriško obalo
- Vrh zidu Karla V.